# Stazione di Massafra
Stazione di Massafra vasútállomás Olaszországban, Massafra településen.

## Vasútvonalak
Az állomást az alábbi vasútvonalak érintik:
- Bari–Taranto-vasútvonal

## Kapcsolódó állomások
A vasútállomáshoz az alábbi állomások vannak a legközelebb:
- Stazione di Palagiano-Mottola